# Bodakî, Zbaraj
Bodakî (în ucraineană Бодаки) este o comună în raionul Zbaraj, regiunea Ternopil, Ucraina, formată numai din satul de reședință.

## Demografie
Componența lingvistică a comunei Bodakî
     Ucraineană (98,34%)
     Rusă (1,57%)
     Alte limbi (0,09%)
Conform recensământului din 2001, majoritatea populației comunei Bodakî era vorbitoare de ucraineană (98,34%), existând în minoritate și vorbitori de rusă (1,57%).